# Municipio de Pine (condado de Warren)
El municipio de Pine (en inglés: Pine Township) es un municipio ubicado en el condado de Warren en el estado estadounidense de Indiana. En el año 2010 tenía una población de 481 habitantes y una densidad poblacional de 5,14 personas por km².

## Geografía

Un mapa del municipio de Pine

El municipio de Pine se encuentra ubicado en las coordenadas 40°26′1″N 87°19′48″O / 40.43361, -87.33000. Según la Oficina del Censo de los Estados Unidos, el municipio tiene una superficie total de 93.66 km², de la cual 93,63 km² corresponden a tierra firme y (0,03 %) 0,03 km² es agua.

## Demografía
Según el censo de 2010, había 481 personas residiendo en el municipio de Pine. La densidad de población era de 5,14 hab./km². De los 481 habitantes, el municipio de Pine estaba compuesto por el 99,38 % blancos, el 0,42 % eran de otras razas y el 0,21 % eran de una mezcla de razas. Del total de la población el 1,87 % eran hispanos o latinos de cualquier raza.